# Chiesa di San Paolo della Croce (Casone)
La chiesa di San Paolo della Croce è un edificio religioso situato al Casone, frazione del comune di Pitigliano, in provincia di Grosseto.

## Ubicazione
La chiesa si trova al centro del paese, posto all'estremità orientale del territorio comunale, non lontano dal confine regionale con il Lazio. La sua ubicazione è lungo la Strada statale 74 Maremmana.

## Storia
La chiesa, seppur di origini più antiche, è stata quasi interamente ricostruita agli inizi del XX secolo, quando fu notevolmente ampliata rispetto alle originarie dimensioni, oltre ad essere profondamente modificata nelle linee architettoniche e negli elementi stilistici.
I lavori effettuati agli inizi del secolo scorso portarono anche alla costruzione del campanile e della sagrestia, fino ad allora assente, viste le originarie caratteristiche di cappella rurale che avevano contraddistinto l'edificio religioso fino a quel periodo.

## Descrizione
La chiesa di San Paolo della Croce al Casone si presenta ad aula unica, con strutture murarie esterne interamente rivestite in conci di tufo.
Al centro della facciata principale si apre il portale d'ingresso architravato, sopra il quale è racchiusa una piccola lunetta dal soprastante arco a sesto acuto in stile neogotico.
Lo stile neomedievale, frutto dei lavori di ricostruzione di inizio Novecento, è ben ravvisabile anche nella monofora che si apre lungo il fianco laterale sinistro, ove però l'arco tondo si caratterizza per i propri elementi stilistici neoromanici.
L'originaria area absidale si è venuta a trovare addossata ad altri fabbricati, in uno dei quali trova ubicazione la sagrestia.
Il campanile si eleva di lato alla parte posteriore del fianco sinistro della chiesa. La torre campanaria presenta una sezione quadrata ed è spartita in quattro piccoli ordini, con strutture murarie interamente rivestite in laterizio. La parte alta presenta quattro aperture a monofora con arco tondo, che racchiudono la cella campanaria, sopra la quale due timpani triangolari danno appoggio al tetto di copertura: i due timpani sono disposti secondo il medesimo orientamentodella chiesa.